# روث بيلفيل

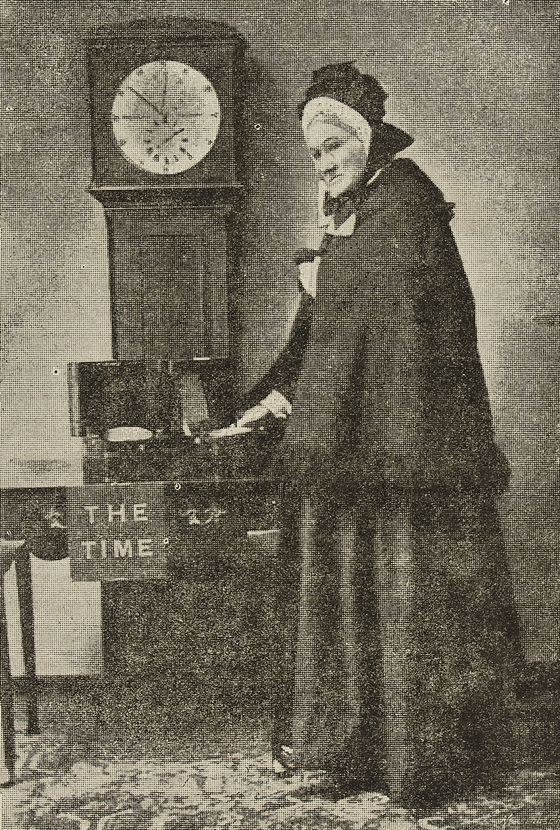
ماري بيلفيل عام 1892

إليزابيث روث نعومي بيلفيل (بالإنجليزية: Elizabeth Ruth Naomi Belville)‏، والمعروفة أيضاً باسم سيدة توقيت غرينتش (بالإنجليزية: Greenwich Time Lady)‏، هي سيدة أعمال إنجليزية من لندن (5 مارس 1854 - 7 ديسمبر 1943). كانت هي وأمها ماريا إليزابيث، ووالدها جون هنري يبعون الناس الوقت. وكان ذلك يتم عبر تعيين ساعة يملكونها على توقيت غرينتش كما كانت في ساعة غرينتش، ومن ثم يقومون ببيع الوقت من خلال السماح للأشخاص بإلقاء نظرة على ساعتهم مقابل المال.

## تاريخ
كان جون هنري والد روث بيلفيل قد أنشئ خدمة ل 200 عميل في عام 1836. في كل صباح كان جون هنري يذهب إلى مرصد غرينتش، حيث كان يعمل، وكان يضع ساعته على توقيت غرينتش. ومن ثم كان ينطلق في العربة الخاصة به ويقوم بتحديد ساعات الحائط بصورة صحيحة لعملائه المشتركين في الخدمة.